# Decaphyllus junquai
Decaphyllus junquai is een tienpotigensoort uit de familie van de Paguridae. De wetenschappelijke naam van de soort is voor het eerst geldig gepubliceerd in 1968 door de Saint Laurent.